# Austin Stowell

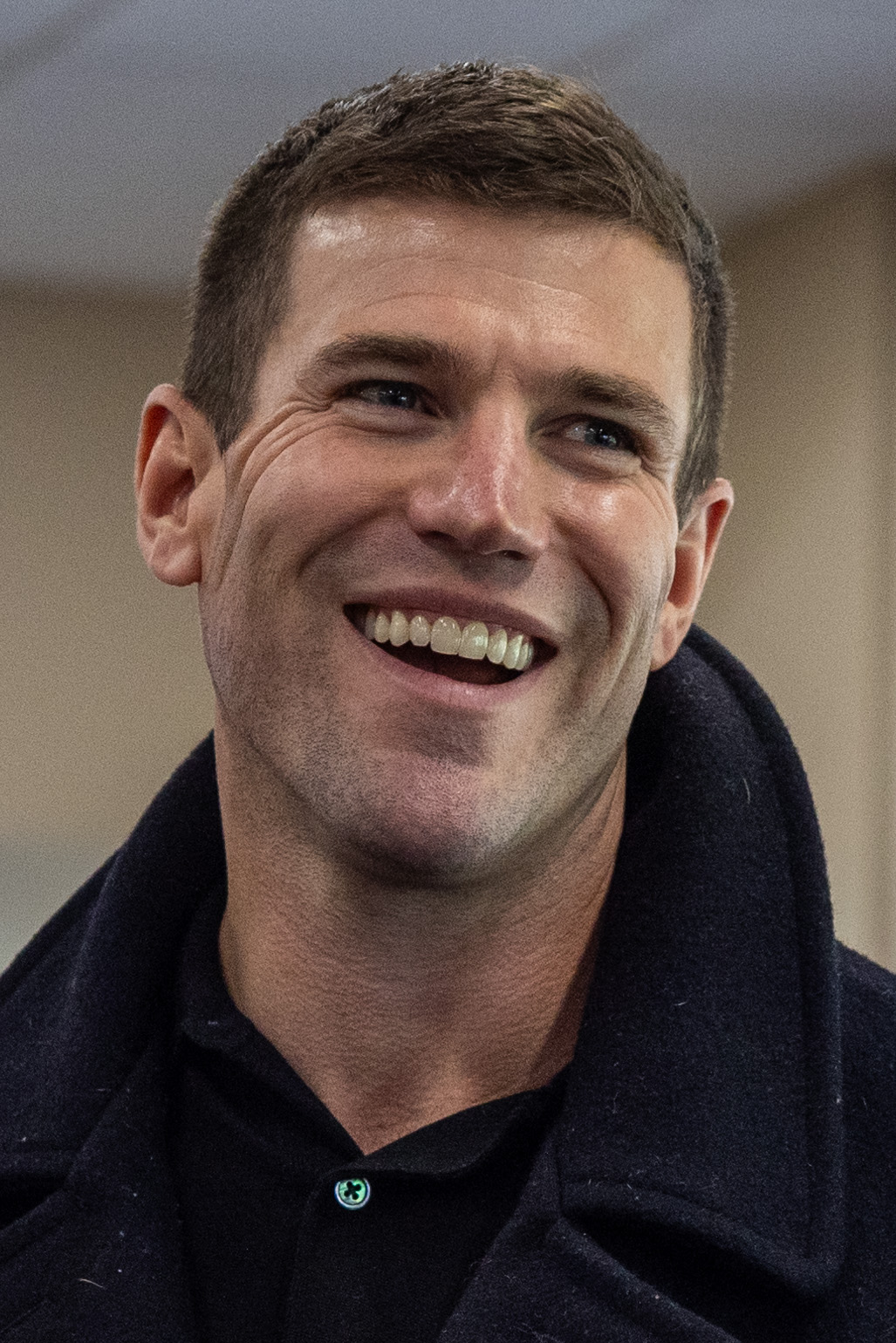
Austin Stowell (2024)

Austin Miles Stowell (* 24. Dezember 1984 in Kensington, Connecticut) ist ein US-amerikanischer Schauspieler.

## Leben
Austin Stowell wurde im Dezember 1984 in der Ortschaft Kensington im Hartford County in Connecticut als Sohn von Robert und Elizabeth Stowell geboren. Er wuchs in Kensington auf und schloss 2003 die Berlin High School ab. 2007 machte er seinen Bachelor of Fine Arts an der University of Connecticut in Storrs.
Seine erste Rolle war die Nebenrolle des Jesse in der Jugendserie The Secret Life of the American Teenager. Dort war er zwischen 2009 und 2011 in 17 Episoden zu sehen. Es folgten 2010 Gastauftritte in den Fernsehserien Navy CIS: L.A. und 90210. Eine größere Rolle erhielt er 2011 als Kyle Connellan in dem Spielfilm Mein Freund, der Delfin, der ihn auch international bekannt machte. In den darauffolgenden Jahren war er in den Spielfilmen Puncture (2011) an der Seite von Chris Evans und in Love and Honor – Liebe ist unbesiegbar (2013) an der Seite von Liam Hemsworth zu sehen. Im Juni 2014 übernahm er neben Selena Gomez und Nat Wolff in dem Spielfilm Behaving Badly – Brav sein war gestern die Rolle des Kevin Carpenter. Auch in der 2014 erscheinende Fortsetzung zu Mein Freund, der Delfin wird er erneut als Kyle Connellan zu sehen sein.
Stowell war von Sommer 2015 bis Anfang 2016 mit der Schauspielerin Nina Dobrev liiert.

## Filmografie (Auswahl)
- 2009–2011: The Secret Life of the American Teenager (Fernsehserie, 17 Episoden)
- 2010: Navy CIS: L.A. (NCIS: Los Angeles, Fernsehserie, Episode 2x04)
- 2010: 90210 (Fernsehserie, Episode 3x01)
- 2011: Puncture
- 2011: Mein Freund, der Delfin (Dolphin Tale)
- 2013: Love and Honor – Liebe ist unbesiegbar (Love and Honor)
- 2013: Liberace – Zu viel des Guten ist wundervoll (Behind the Candelabra, Fernsehfilm)
- 2013: Charlie’s Friseurladen – Der lange Weg nach Hause (Shuffleton’s Barbershop, Fernsehfilm)
- 2014: Behaving Badly – Brav sein war gestern (Behaving Badly)
- 2014: Whiplash
- 2014: Mein Freund, der Delfin 2 (Dolphin Tale 2)
- 2015: Bridge of Spies – Der Unterhändler (Bridge of Spies)
- 2015: Public Morals (Fernsehserie, 10 Episoden)
- 2017: Battle of the Sexes
- 2017: Stratton
- 2018: Operation: 12 Strong (12 Strong)
- 2018: Higher Power – Das Ende der Zeit (Higher Power)
- 2019: Swallow
- 2019: Catch-22 (Fernsehserie, 5 Episoden)
- 2020: Fantasy Island
- 2021: Küss mich, Mistkerl! (The Hating Game)
- seit 2024:  Navy CIS: Origins (Fernsehserie)